# Dietmar Deffner
Dietmar Deffner (* 30. November 1966 in Leichsenhof) ist ein deutscher Fernsehmoderator, Journalist und Redakteur.

## Leben und Wirken
Nach seinem Abitur und Zivildienst absolvierte er ein Volontariat beim Regionalsender Radio 8 in Ansbach. 1992 kam er als Redakteur und Moderator zu Antenne Bayern. 1995 wechselte Deffner in die Nachrichtenredaktion von TV münchen, wo er ab 1996 das tägliche Live-Magazin Große Freizeit moderierte. Gleichzeitig dazu präsentierte er ab 1997 das morgendliche Business-TV-Magazin VIA der HypoVereinsbank. Seit Januar 2000 ist Deffner Moderator verschiedener Börsen- und Wirtschaftsformate, wie z. B. Börse am Mittag oder Börse am Abend, bei dem damals neu gegründeten Nachrichtensender N24. Von Juni 2002 bis 2013 war er zugleich Leiter der Wirtschaftsredaktion von N24. Seit Gründung der WeltN24 GmbH ist er stellvertretender Leiter des Gesamtressorts Wirtschaft, Finanzen und Immobilien von WELT.
Gemeinsam mit Holger Zschäpitz moderiert Deffner den wöchentlich erscheinenden Podcast Deffner & Zschäpitz: Wirtschaftspodcast von WELT.